# Musuk (Sambirejo)
Musuk is een bestuurslaag in het regentschap Sragen van de provincie Midden-Java, Indonesië. Musuk telt 3608 inwoners (volkstelling 2010).